# Kierlinger Pfarrkirche

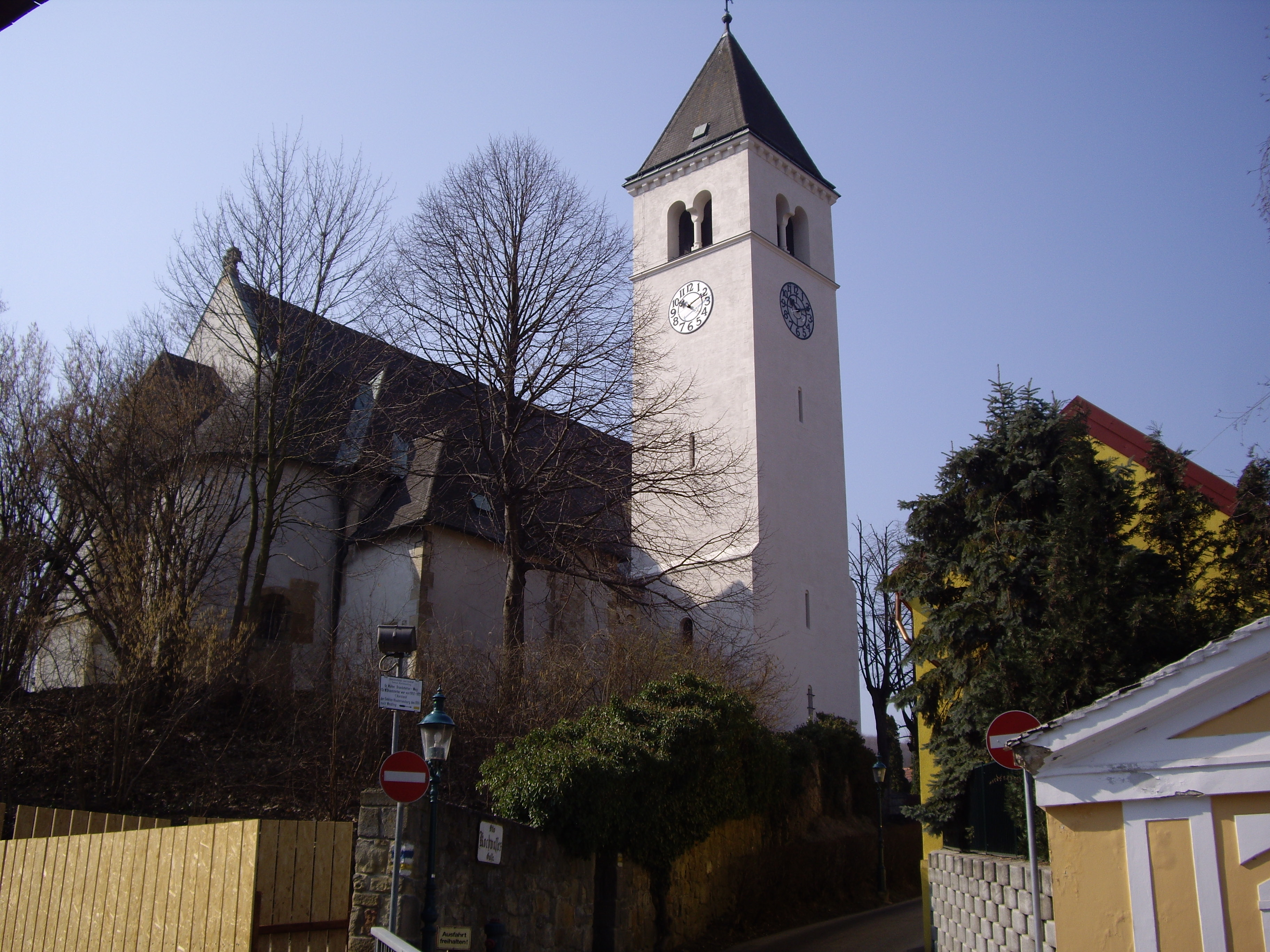
Nordostansicht der Pfarrkirche

Die römisch-katholische Kierlinger Pfarrkirche befindet sich im Ortszentrum von Kierling, eine Ortschaft und Katastralgemeinde der niederösterreichischen Stadtgemeinde Klosterneuburg. Sie gehört zum Dekanat Klosterneuburg der Erzdiözese Wien und ist den Heiligen Peter und Paul geweiht.

## Beschreibung

Grundriss der Pfarrkirche

Die Kirche mit einem mächtigen vorgestellten Nordturm befindet sich auf erhöhter Lage im Ortszentrum und ist zum Teil von einer mittelalterlichen Bruchsteinmauer umgeben. Sie ist eine von zwei Kirchen in Niederösterreich, die eine Jugendstilausstattung hat.
Der vielfach gestaffelte neoromanischer Sakralbau ist eine Erweiterung einer romanischen Kapelle aus dem 12. Jahrhundert. Errichtet wurde die Kirche von den Maurermeistern Anton Schäftner und Hans Flicker nach den Plänen des Architekten Richard Jordan in den Jahren 1912 bis 1914.
Das Langhaus besteht aus einem vierjochigen Hauptschiff und einem im Norden angebauten zweieinhalbjochigen Seitenschiff. Die Vorhalle im Westen mit säulenunterstellter Orgelempore ist dreiachsig. Der einjochige Chor im Osten hat eine halbkreisförmige Apsis und im Norden einen Durchgang zur romanischen Kapelle. Südseitig am Chorjoch ist die Sakristei angebaut.
Der romanische Turm wurde 1905 abgetragen und ein neuer rechteckiger errichtet. Dieser hat ein offenes Obergeschoß und ist mittels Durchgang an das Seitenschiff angebunden.
Einige originale romanische Architekturteile sind in der äußeren Umfassungsmauer eingemauert. Vor der Kirche befindet sich ein von Edmund Rothansl 1924 errichtetes Kriegerdenkmal aus Sandstein. Es stellt einen österreichischen Soldaten dar, der bei seinem gefallenen Kameraden Wache hält.

## Einrichtung
Der Jugendstil-Hochaltar wurde nach einem Entwurf von Richard Jordan von Eduard Hauser errichtet. Er besteht aus einer flachen, secessionistischen Steintafel mit drei Nischen und den Figuren Maria mit Kind, hl. Petrus und hl. Paulus. In der ehemaligen Kapelle befindet sich ein Herz-Jesu-Altar. Die Orgel wurde vom Klosterneuburger Orgelbauer Franz Reusch (1817–1887) um 1870 angefertigt. Bemerkenswert ist das secessionistische Schmiedeeisengitter aus dem Jahr 1914 unter der Empore.

## Bildergalerie

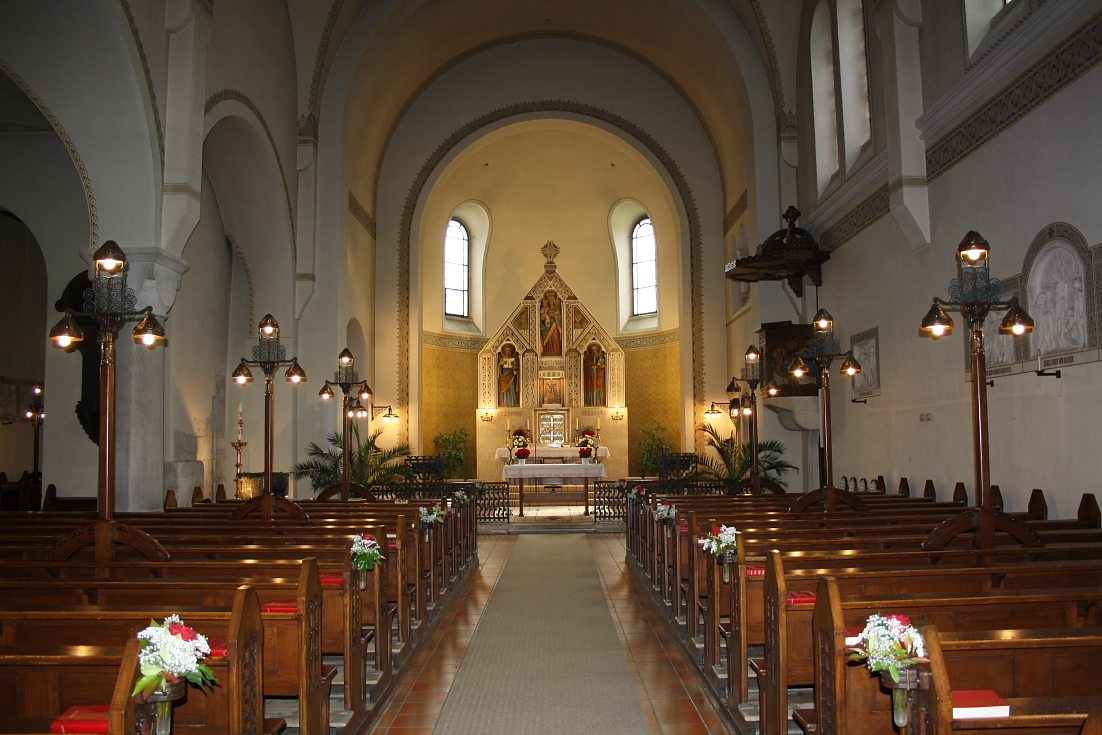
Innenansicht Richtung Altar
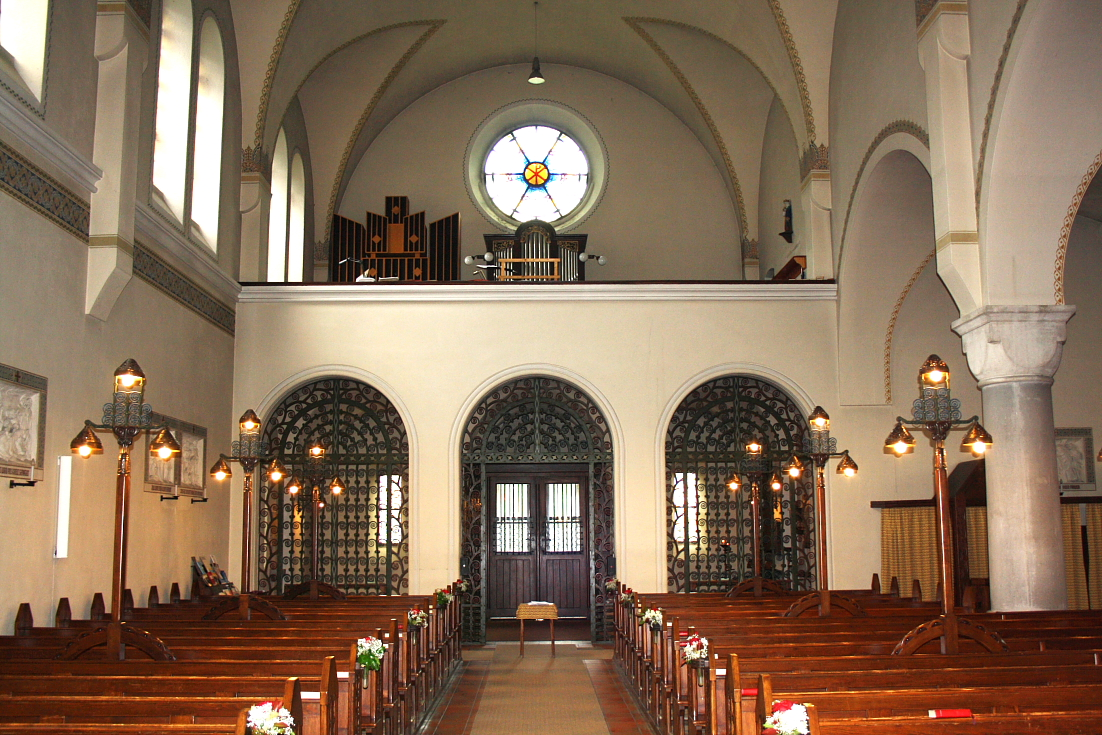
Innenansicht Richtung Orgelempore
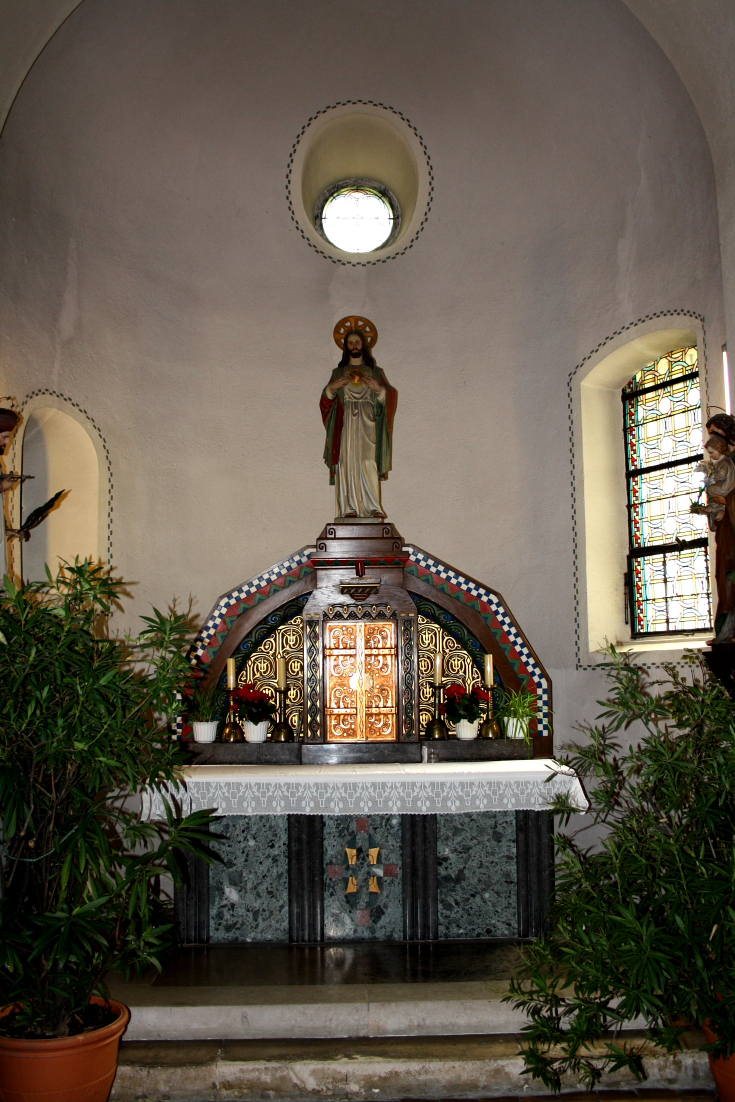
Seitenaltar
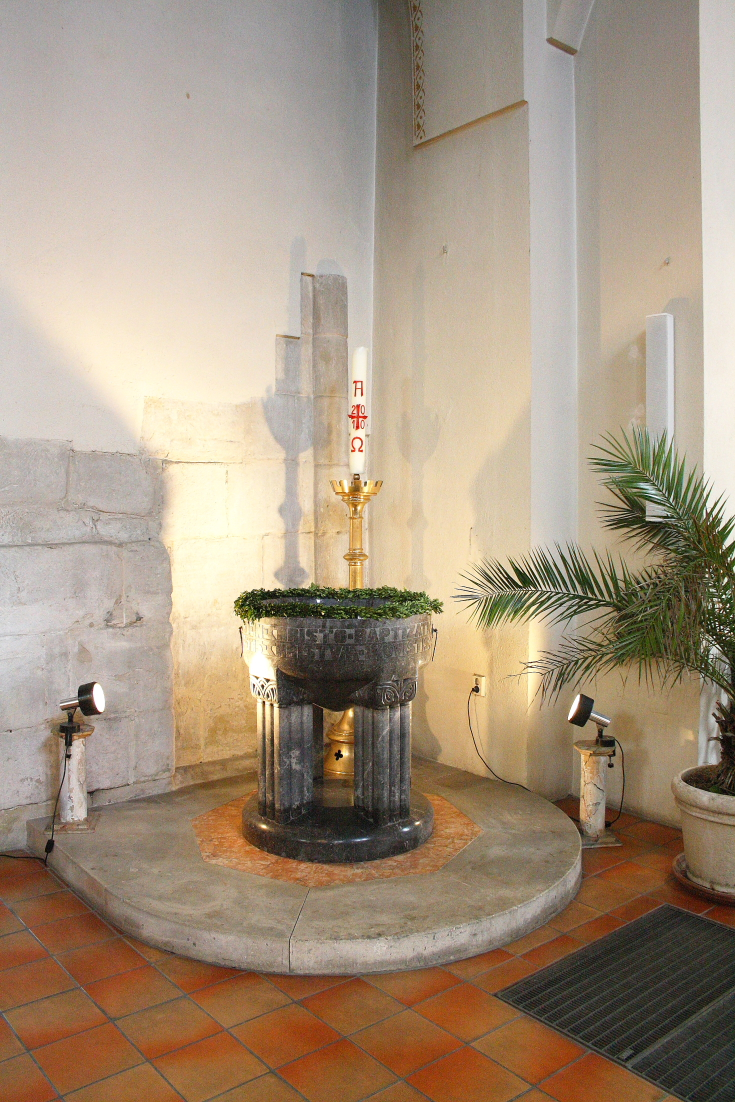
Taufbecken